# Метро Детройт

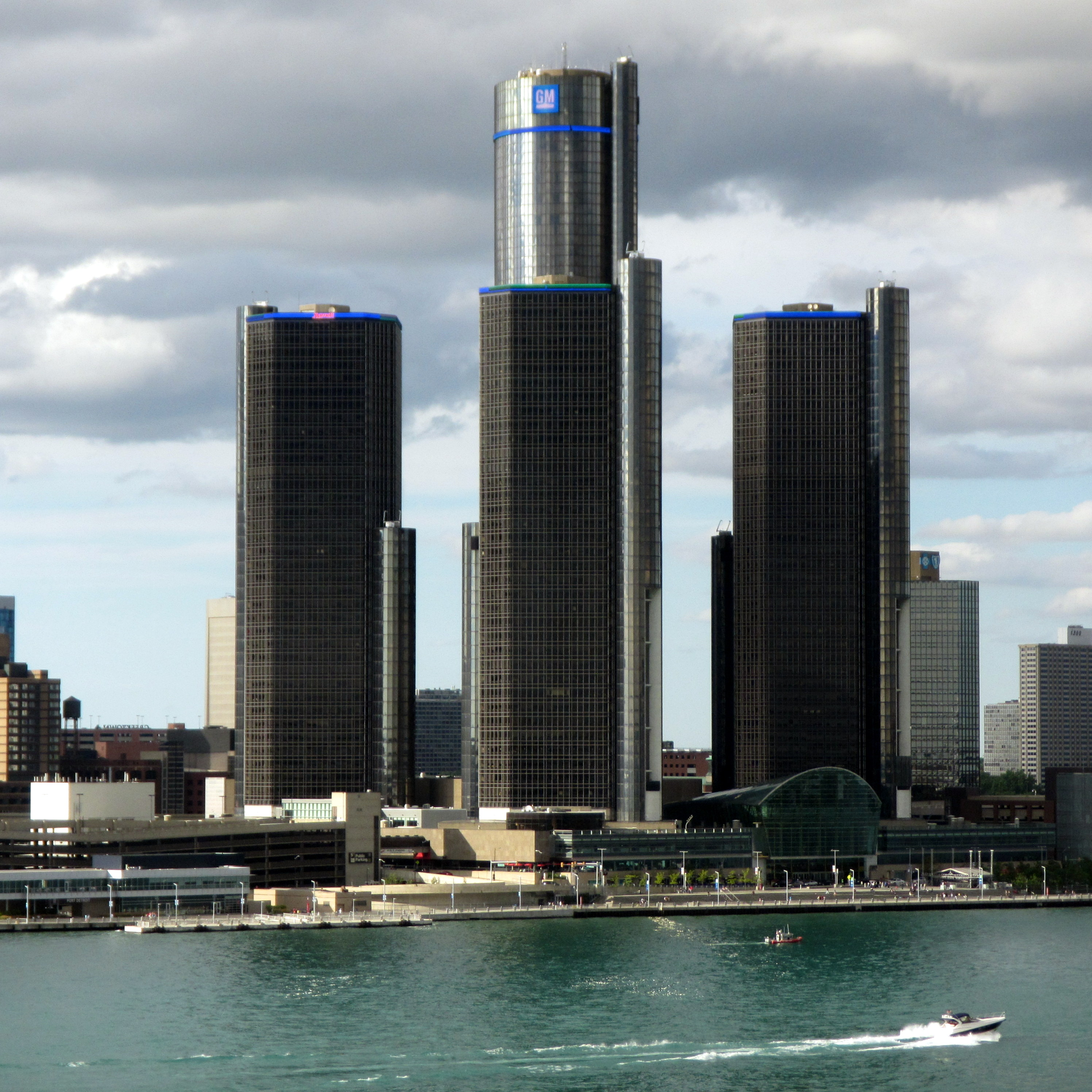
Штаб-квартира General Motors

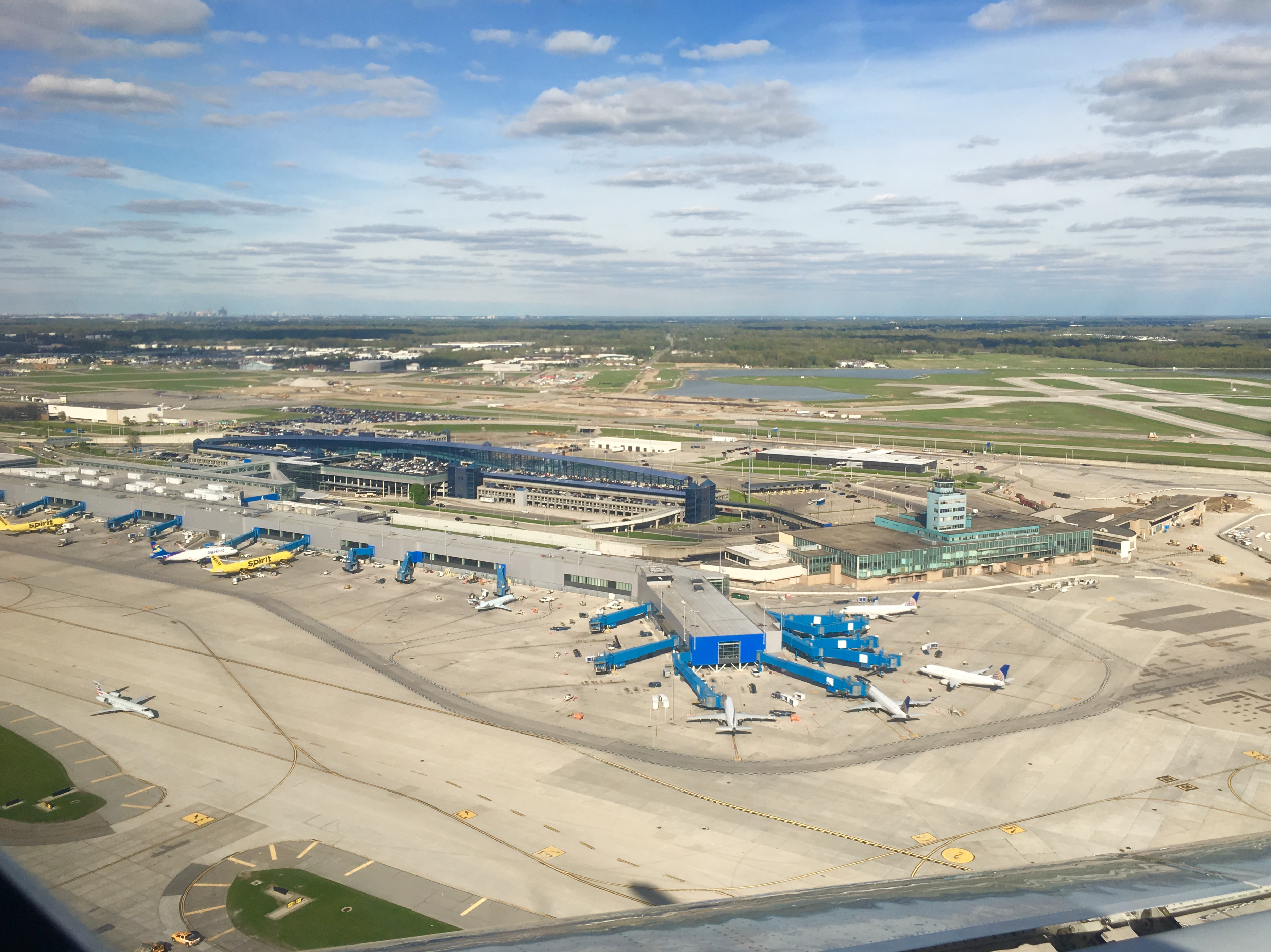
Міжнародний аеропорт Детройта

Міська агломерація Детройта, або ж Метро Детройт — це велика метрополійна територія в штаті Мічиган (США), що складається з міста Детройт і його околиць. Існують різні визначення території, включно з офіційними статистичними областями, визначеними Адміністративно-бюджетним управлінням, федеральним агентством Сполучених Штатів. Метро Детройт відомий своєю автомобільною спадщиною, мистецтвом, розвагами, популярною музикою та спортом. Ця територія включає різноманітні природні ландшафти, парки та пляжі з рекреаційною береговою лінією, що з'єднує Великі озера. Метро Детройт також має одну з найбільших мегаполісів в США з сімнадцятьма компаніями зі списку Fortune 500.